# Contea di Adams (Ohio)
La contea di Adams (in inglese Adams County) è una contea dello Stato dell'Ohio, negli Stati Uniti. La popolazione al censimento del 2000 era di 27 330 abitanti. Il capoluogo di contea è West Union.

## Geografia antropica

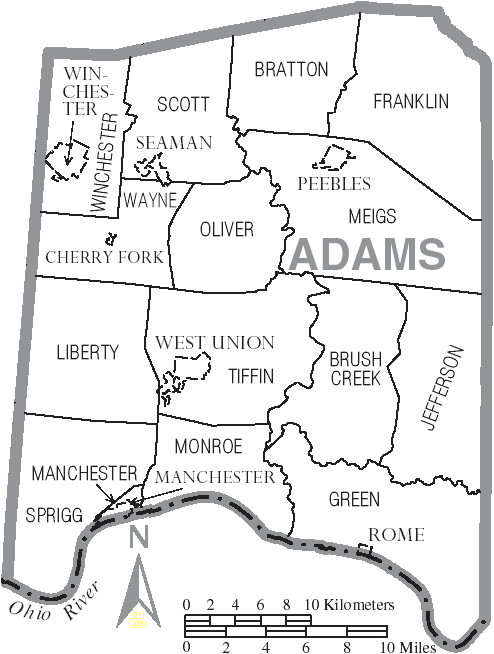
Map of Adams County, Ohio With Municipal and Township Labels

### Suddivisioni amministrative

#### Villaggi
- Manchester
- Peebles
- Rome
- Seaman
- West Union
- Winchester

#### Township
- Bratton
- Brush Creek
- Franklin
- Green
- Jefferson
- Liberty
- Manchester
- Meigs
- Monroe
- Oliver
- Scott
- Sprigg
- Tiffin
- Wayne
- Winchester

#### Census-designated places
- Bentonville
- Cherry Fork

#### Comunità non incorporate
- Bacon Flat
- Beasley Fork
- Beaver Pond
- Blue Creek
- Bradysville
- Catbird
- Cedar Mills
- Clayton
- Dunkinsville
- Eckmansville
- Emerald
- Fairview
- Fawcett
- Grooms
- Harshaville
- Jacksonville
- Jaybird
- Jessup
- Jones Corner
- Lawshe
- Locust Grove
- Louden
- Louisville
- Lynx
- Marble Furnace
- May Hill
- Mineral Springs
- Panhandle
- Pine Gap
- Rockville
- Sandy Springs
- Scrub Ridge
- Smoky Corners
- Squirreltown
- Selig
- Steam Furnace
- Sunshine
- Tranquility
- Tulip
- Unity
- Wamsley
- Wheat Ridge
- Whippoorwill
- Wrightsville
- Youngsville